# 那須与一
那須 与一（なす の よいち）は、源頼朝に仕えていた平安時代末期の武将・御家人。系図上は那須氏二代当主と伝えられる。一般的に宗隆と紹介されることも多いが、相続した後は資隆と名乗ったと伝えられる（この項目での呼称は「与一」で統一する）。

## 名の由来
与一は十あまる一(余一)、つまり十一男を示す通称である。なお、与一を称した同時代人としては佐奈田義忠・浅利義遠がいる。彼らと那須与一を合わせて「源氏の三与一」と呼ばれている。

## 略歴
『吾妻鏡』など、同時代の史料には那須与一の名は見えないため、与一の事跡は軍記物である『平家物語』や『源平盛衰記』に伝えるところが大きい。『平家物語』の記述から逆算すると、嘉応元年（1169年）・永万2年/仁安元年（1166年）・仁安3年1168年）頃、那須資隆の子として誕生した。誕生地は当時の那須氏の居城神田城（現在の栃木県那須郡那珂川町）と推測されることが多い。

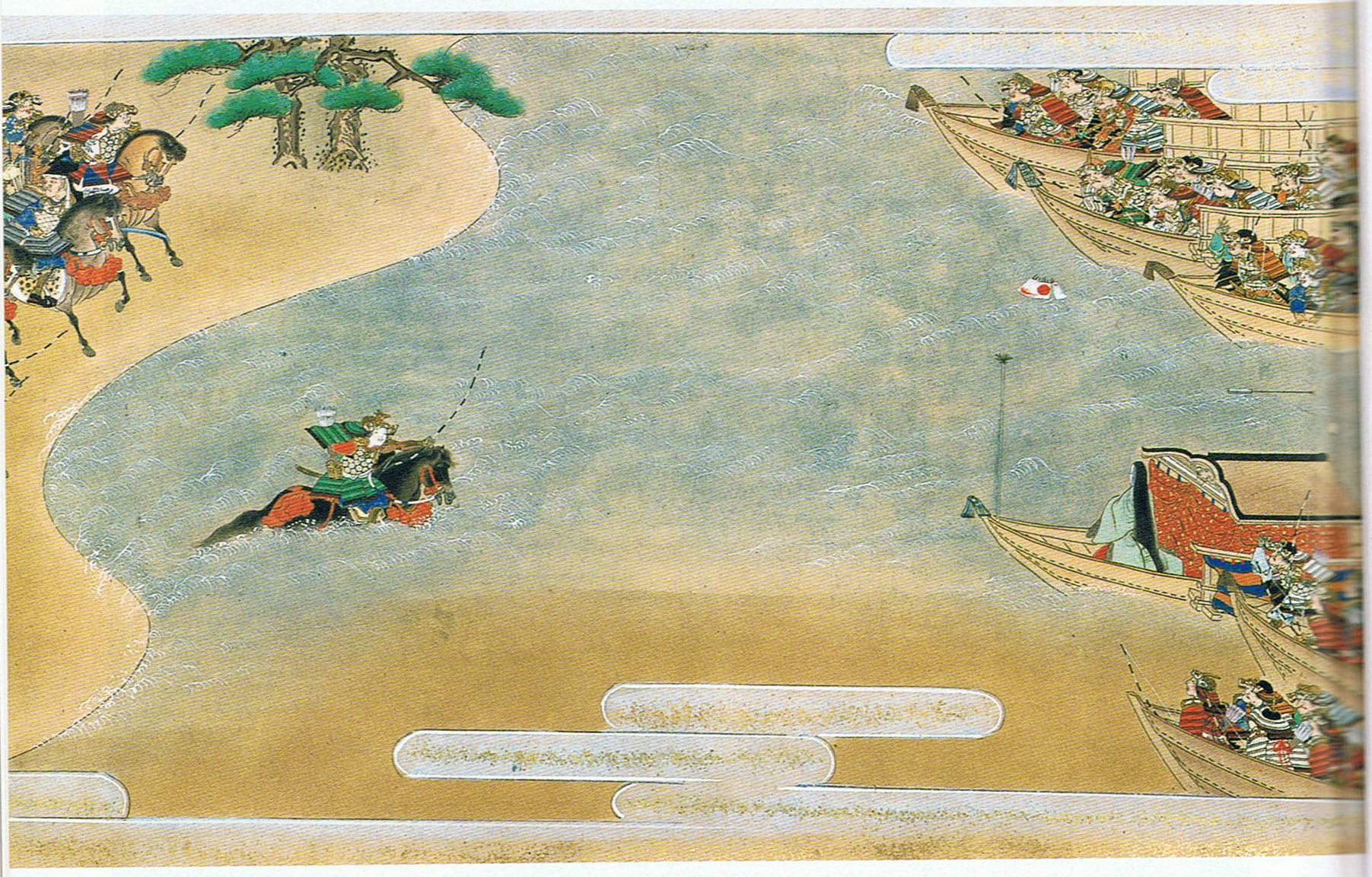
『平家物語絵巻』巻十一より屋島の戦い「扇の的」

治承・寿永の乱において、兄・十郎為隆と共に源頼朝方に与し、その弟・義経軍に従軍した。元暦2年（1185年）の屋島の戦いでは、平氏方の軍船に掲げられた扇の的を射落とすなど功績を挙げ、頼朝より5カ国に荘園を賜った。また、為隆を除く9人の兄達が、皆平氏に味方し、為隆も後に罪を得たため、与一が十一男ながら那須氏の家督を継ぐこととなった。与一は信濃など各地に逃亡していた兄達を赦免し、領土を分け与え、下野国における那須氏発展の基礎を築いたとされる。
死亡時期は諸説あるが山城国伏見において死去。家督は兄・五郎資之（之隆）が継承したが、まもなく鎌倉幕府の有力御家人宇都宮朝綱の子・頼資が資之の養子となり家督を継ぎ、その頼資の子が、建久4年（1193年）に源頼朝の那須巻狩の際に饗応役を務めた（『吾妻鏡』による）光資である。

## 異説・伝承
幼い頃から弓の腕が達者で、居並ぶ兄達の前でその腕前を示し父の資隆を驚嘆させたという地元の伝承がある。また、治承4年（1180年）、那須岳で弓の稽古をしていた時、那須温泉神社に必勝祈願に来た義経に出会い、資隆が兄の十郎為隆と与一を源氏方に従軍させる約束を交わしたという伝説がある。その他与一が開基とする寺社がいくつか存在している。『平家物語』に記される、扇の的を射抜く話が非常に有名である。
また扇の的を射た功名で得たと伝えられている荘園のうち1つの備中荏原荘がある。この伝承が事実であるかどうかは不明であるが、少なくとも鎌倉時代中期の段階で那須氏の一族（荏原那須氏・備中那須氏）がこの地域を支配していたことを示す記録が残されている。
弓の腕を上げようと修行を積み過ぎたため、左右で腕の長さが変わったと伝えられている。
源氏方に扇の的を差し出した平家方の玉虫御前（鬼山御前）は、平家の落人が逃れたとされる肥後国五家荘の手前に移り住んだという伝承がある。五家荘の伝承によると平家一族の追討にきた那須与一の嫡男の小太郎を先に進ませないよう引き留めているうちに、小太郎と玉虫御前は同地で幸せに暮らすようになったという。玉虫御前の故郷である熊本県御船町には源平合戦後に玉虫御前が平家の菩提を弔うため建立した玉虫寺の跡（玉虫寺跡）が残っている。

## 墓所

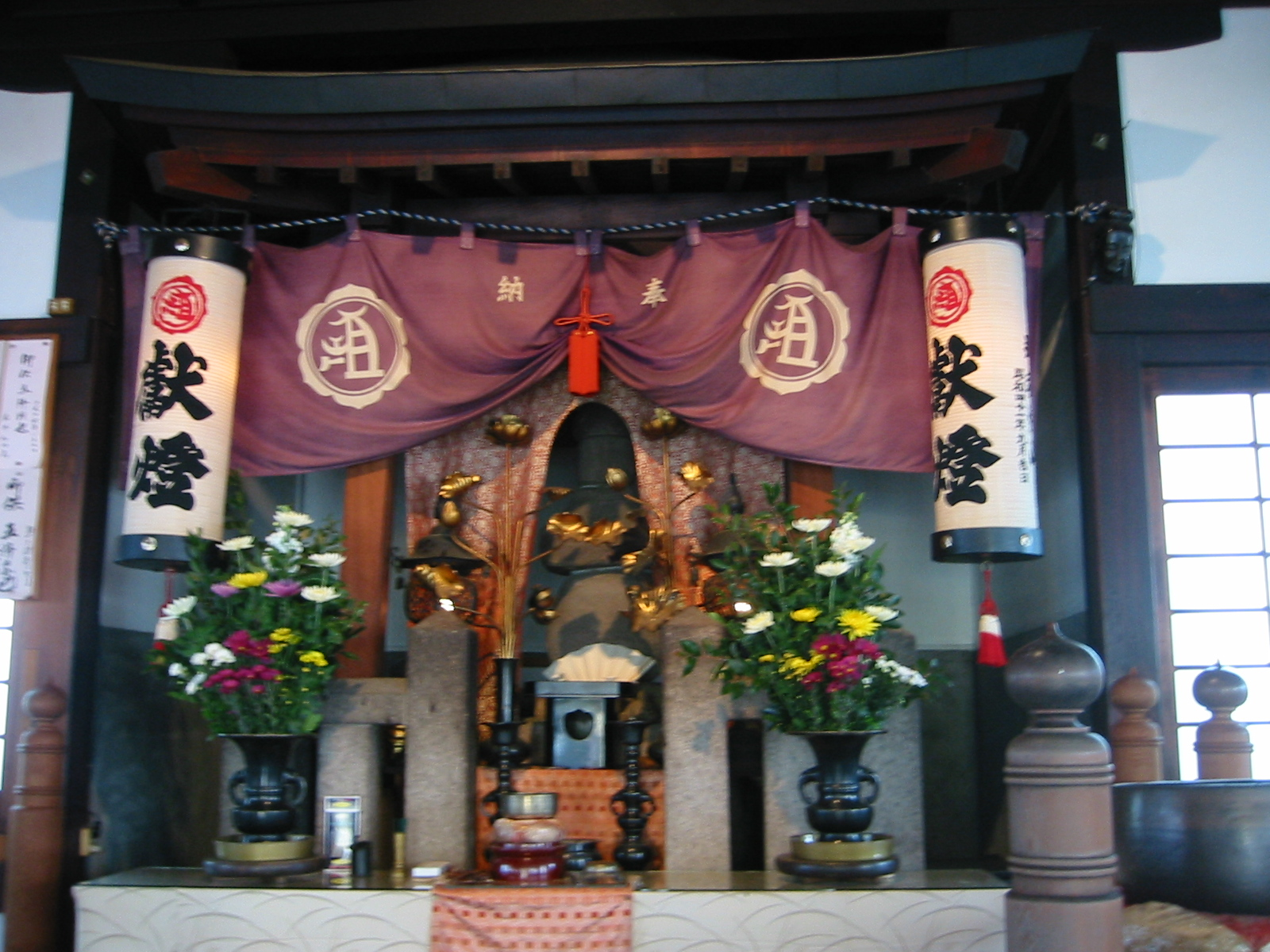
那須與一宗高公御墓所

墓所は、京都府京都市の即成院であるが、兄・資之が功照院という寺を建立し、分骨を埋葬したといい、永正11年（1514年）に、一度は廃寺になったものの、天正18年（1590年）、那須資景が那須氏の菩提寺・玄性寺（栃木県大田原市）として再建し、那須氏では、こちらを本墓としている。
また、兵庫県神戸市須磨区の碧雲寺宗照院には、那須與一宗高公御墓所という与一の墓とされるものがある。この墓にお参りすると、年老いても下の世話にならないとする言い伝えがある。また近くには与一が信仰したとされる北向八幡神社と、地元の人々が与一を祀った那須神社がある。
山形県米沢市中央5丁目の西蓮寺の北西隣の虚空蔵菩薩堂の前には、那須与一の名を刻む高さ約4.2メートルの三重石塔がある。これは与一の供養塔とされ、塔には「那須与一宗隆公」、「千坂対馬守景親公」と刻まれており、裏には「享保四年孟夏十三日建立」と建立日が刻まれている。千坂景親は上杉謙信の重臣だが、千坂氏は那須氏とは婚族関係にあり、与一の守本尊（虚空蔵菩薩像）が伝わっていたとされる。
また扇の的を射た功名で全国に得た荘園のうち1つの備中荏原荘の山中にも与一の五輪供養塔が存在する。また備中荏原の菩提寺として後裔が開基した永祥寺の境内には、屋島での合戦時に破り捨てた片袖を祭った袖神神社がある他、近隣には那須一族の居城とされる小菅城址や那須一族が入部した際に創建したとされる諏訪神社も存在する。
和歌山県田辺市長野の西原地区にある那須与一の伝承が残る山上の寺の不動寺(ふどうじ)の境内にも那須与一の墓と伝わる宝篋印塔があり、与一の末孫である那須定守が与一終焉の地を求めて熊野古道を訪ね、ようやく不動寺に与一の墓碑（宝篋印塔）を突き止め、与一の持念仏である不動明王を興起したと伝えられる。正平年間（1346～1367）年に老山和尚が地蔵菩薩をまつったことが開基とされている。
本尊が地蔵菩薩だったため、当初の名称は不動寺ではなかったと推定される。
引用元リンク
https://www.tanabe-kanko.jp/view/jinja/fudo-ji/
不動寺の与一の墓の写真
https://omairi.club/spots/126180/point

## 関連書籍
- ひび・こうじ（本名：伊藤雄次郎） 著『歴史を変えた男　那須与一』（小説）, 下野新聞社, 1986.8
- 大野信一 著『那須与一』（小説）, 新人物往来社, 1989.9
- 栃木県立博物館 編『那須与一の歴史・民俗的調査研究』（調査報告書）, 栃木県立博物館, 1991.2
- 谷恒生 著『那須与一 上巻・下巻』（小説）, 河出書房新社, 1992.12
- 那須義定 著『天の弓 那須与一』（小説）, 叢文社, 1993.5　ISBN　4-7947-0201-9
- 谷恒生 著『那須与一 上巻・下巻』（小説）, 河出書房新社 , 1995.10　ISBN　4-309-40458-8
- 那須義定 著『華の弓那須与一』（小説）, 叢文社, 1998.12　ISBN　4-7947-0293-0
- 栃木県教育委員会, 栃木県立なす風土記の丘資料館 編『那須与一とその時代』 (展示図録), 栃木県教育委員会, 2005.9
- 大田原市那須与一伝承館 編『那須与一と「那須家資料」の世界 』（展示図録）, 大田原市那須与一伝承館, 2007.10
- 島遼伍 著『転生 那須与一』（小説）, 随想舎, 2007.9　ISBN　978-4-88748-158-9
- 山本隆志 編著『那須与一伝承の誕生 : 歴史と伝説をめぐる相剋』（研究書）, ミネルヴァ書房 , 2012.3　ISBN　978-4-623-06183-9
- 大田原市那須与一伝承館 編『那須与一の軌跡 : 中世那須氏のあゆみ』（展示図録）, 大田原市那須与一伝承館, 2018.10
- 大田原市那須与一伝承館 編『須藤貞信 : 与一のご先祖さま』（展示図録）, 大田原市那須与一伝承館, 2020.4
- 神田伯山 監修, 石崎洋司 文, 宇野亞喜良 絵『那須与一-扇の的 : 「源平盛衰記」より』 （絵本）, 講談社, 2020.10　ISBN　978-4-06-518743-2
- 髙津戸光雄 著『鏑矢響け : 那須与一』（小説） ,蕉白舎, 2021.10　ISBN　978-4-9906773-3-6
- 野中哲照  著『那須与一の謎を解く』（研究書） , 武蔵野書院 , 2022,5　ISBN　978-4-8386-0499-9

## 後世への影響
- 那須氏の当主の通称は一部の例外を除いて代々「那須太郎」であったが（那須資隆、那須光資等）、江戸時代以降、那須資景など那須氏の歴代当主は通称として「那須与一」を称するようになった。

## 那須与一を扱った作品

### テレビドラマ
- 「義経」(2005年、NHK大河ドラマ第32話『八島の合戦』、演：今井翼)

### 歌謡曲
- 長編歌謡浪曲 屋島の扇 （三波春夫）

### 盆踊り
- 和歌山県みなべ町
  - 堺浦の盆踊りの唄に「那須の与一」があり、古老からの口伝えで歌われている。

### 漫画・アニメ
- ドリフターズ - 那須与一がメインキャラクターとして登場。
- ますらお -秘本義経記- 波弦、屋島 - 那須与一がキーパーソンとして扱われている。
- 平成狸合戦ぽんぽこ - 太三郎禿狸が那須与一に変化し扇落としが描かれた。
- イケメン源氏伝 ~あやかし恋えにし~ - 那須与一が攻略対象として登場。

### マスコット
- 与一くん - 大田原市のゆるキャラ[12]
- ヨイチ -　香川県警察のマスコットキャラクター。

### ゲーム
- 東京オリンピック・パラリンピック期間, Studio 4°C によるグーグルDoodleゲームのなかで、車いすに乗るアーチェリーのチャンピオンとして登場。パラリンピック期間ではかなりハードルが高い競技が増加され、勝つのはほぼ不可能。

### モニュメント
- 扇の的 - 多摩美術大学竹田光幸名誉教授制作、 那須烏山市の山あげ会館前に設置。